# Веб-шаблон
Веб-шаблон — инструмент для отделения содержимого от визуального представления в веб-дизайне и массового создания веб-документов.
Это основной компонент системы веб-шаблонов.
Веб-шаблоны используют для создания сайтов любого типа. В простейшем своем смысле, веб-шаблон выполняет роль незаполненного бланка документа.

Содержание (из базы данных) и «спецификации представления» (в виде веб-шаблона) комбинируются (посредством обработчика шаблонов) в «массово производимые» веб-документы.

## Использование шаблонов
Веб-шаблоны могут быть использованы любым лицом или организацией с целью создания своего веб-сайта.
Шаблоны могут быть использованы для:
- Отображения личной информации или ежедневной активности в блогах.
- Продажи продуктов в онлайновом режиме.
- Отображения информации о компании или организации.
- Отображения галереи фотографий.
- Онлайнового размещения музыкальных файлов (напр. mp3), для проигрывания через веб-браузер.
- Онлайнового размещения видео.
- Для настройки области входа в приватную часть сайта.

### Эффективное разделение
Общая цель опытных веб-разработчиков — разработка и развертывание гибких и легко сопровождаемых приложений.
Важным моментом в достижении этой цели является отделение бизнес-логики от логики представления. Разработчики могут использовать системы веб-шаблонов (с разной степенью успеха), чтобы сохранить такое разделение.
Одной из трудностей при выполнении такого разделения является отсутствие четко определённых критериев для оценки того, что оно действительно выполнено, и насколько хорошо это сделано. Есть, однако, довольно стандартные эвристики, которые были заимствованы из области программного обеспечения.
В их число входит наследование (на основе принципов объектно-ориентированного программирования); и шаблонизация и порождающее программирование, (в соответствии с принципами MVC разделения). Чёткое различие между различными руководящими принципами подлежит некоторые споры, в некоторых аспектах различные руководящие принципы подобны.

### Гибкость представления
Одним из основных обоснований для «эффективного разделения» является необходимость обеспечить максимальную гибкость кода и ресурсов, описывающих логику представления. Требования клиента, изменение потребительских предпочтений или желание «освежить лицо» с сохранением ранее существовавшего содержания часто приводят к необходимости существенно изменить дизайн веб-контента, по возможности, без нарушения основной инфраструктуры сайта.
Различие между «представлением» (дизайном) и «бизнес-логикой» (инфраструктурой), как правило, имеет важное значение, потому что:
- исходный язык кода представления может отличаться от языка кода других ресурсов;
- в ходе производственного процесса может потребоваться работа по внесению изменений в разное время и в разных местах;
- разные работники владеют различными навыками: дизайнерские умения не всегда совпадают с навыками кодирования бизнес-логики;
- когда разрозненные компоненты хранятся отдельно и слабо связаны, тогда код легче поддерживать, он становится более удобен для чтения[2].

### Возможность повторного использования
Не у всех потенциальных пользователей веб-шаблонов есть желание и возможность нанять разработчиков для проектирования системы в соответствии с их потребностями. Кроме того возможно, что некоторые из них хотят использовать сеть, но почти не имеют технических знаний. По этим причинам ряд индивидуальных разработчиков и компаний выпускают веб-шаблоны специально для повторного использования людьми, не имеющими технической квалификации.
К тому же, веб-шаблоны для повторного использования могут быть очень полезны даже для высококвалифицированных и опытных разработчиков, это особенно важно для тех, кто полагается на простоту и «готовые» веб-решения. Такие «готовые» веб-шаблоны иногда бывают свободно доступны, и их легко приспособить под конкретные требования.
Специализированные шаблоны могут быть предметом продажи через интернет. Существует множество коммерческих сайтов, которые предлагают веб-шаблоны по платным лицензиям. Также существуют источники бесплатных шаблонов и шаблонов с открытым исходным кодом.

#### Open source шаблоны
Рост Open Source движения ведёт к медленному, но неуклонному росту сообщества Open Source дизайнеров.
Некоторые сайты, помимо всего, предлагают веб-шаблоны с открытым исходным кодом. Список таких сайтов можно получить, к примеру, в любой популярной поисковой системе по ключевым словам open source web template.

### Примеры
Шаблоны википедии — это хороший пример: вики-движок это обработчик шаблонов, и некоторые вики-шаблоны используют набор статей в качестве содержания.

## Популярные веб-шаблонизаторы

### Java
- Apache Velocity
- FreeMarker
- Histone[4]
- Thymeleaf
- Vaadin

### PHP
- Возможности самого языка PHP[5]
- BH[6]
- Fenom[7]
- Smarty
- Twig
- TinyButStrong
- XTemplate
- Histone
- Separate
- Blade
- Sigma[8]
- PHPTAL
- Facebook XHP
- dwoo
- Blitz templates

### Python
- Genshi
- Kid
- Jinja2[9]
- Mako http://www.makotemplates.org/

### Perl
- Template Toolkit
- HTML::Template

### Ruby/Rails
- eRuby
- Erubis
- Haml
- Slim
- Liquid

### JavaScript
- jsx
- bem-xjst
- BH[10]
- Handlebars
- Underscore[11]
- PUG
- Histone